# Ziemia Przemyska
Ziemia Przemyska – polski tygodnik wydawany w Przemyślu.
Pierwszy numer „Ziemi Przemyskiej” ukazał się w sobotę 15 listopada 1913, redakcja mieściła się od tego czasu przy Placu Czackiego 3. Od początku redaktorem naczelnym pisma był Józef Klepacki, tygodnik drukowano w drukarni Jana Łazora, a gazeta liczyła osiem stron. Profil tygodnika został określony jako narodowy. Tygodnik ukazywał się w latach 20. i 30. niepodległej II Rzeczypospolitej, redakcja mieściła się przy Placu Czackiego 10. Wydanie tygodnika liczyło wówczas cztery strony, redaktorem był Piotr Dudziński, a pismo drukowano w drukarni Antoniego Bluja.
Tytuł wznowiono w latach 2002–2016 jako rocznik z podtytułem „czasopismo samorządowe” (ISSN 1642-8633), wydawcą było Starostwo Powiatowe w Przemyślu, redaktorem naczelnym Zdzisław Szeliga.